# Кафедра теоретической механики и мехатроники МГУ
Ка́федра теорети́ческой меха́ники и мехатро́ники МГУ — научно-учебное подразделение механико-математического факультета МГУ. Кафедра готовит научные кадры по специальности «механика» (специализации «теоретическая механика» и «мехатроника»).

## История
Образование «кафедры механики аналитической и практической» стало следствием хлопот Н. Д. Брашмана (предлагавшего в действительности создание двух кафедр: теоретической и практической механики) и было предусмотрено новым уставом Московского университета, утверждённым в 1863 году. Некоторое время кафедра оставалась вакантной, а лекции по механике студентам физико-математического факультета Московского университета читали Ф. А. Слудский и В. Я. Цингер. Наконец, 12 (24) февраля 1866 года Слудский (защитивший в декабре 1865 года докторскую диссертацию по прикладной математике) был приказом министра просвещения утверждён в должности экстраординарного профессора по кафедре механики и возглавил её (с 1869 года он — ординарный профессор). В 1886 году, по выслуге 25 лет, Слудский вышел в отставку (однако преподавать в университете продолжал: читал в качестве приват-доцента специальные курсы «О вращении небесных тел» и «О фигуре Земли», а в 1890 г. вновь был назначен ординарным профессором и продолжал работать в университете до своей смерти в 1897 году).
По уставу 1884 года кафедра получила название «кафедры механики теоретической и практической» и входила в число десяти кафедр физико-математического факультета. В 1886 году её возглавил ученик Слудского Н. Е. Жуковский, назначенный экстраординарным (с 1887 г. — ординарным) профессором.
К 1917 г. круг проблем, которыми занималась кафедра, существенно расширился. Учебная, лабораторная и научная её деятельность включала вопросы аэрогидромеханики, теории сопротивления материалов, теории механизмов и машин; руководили работой кафедры Н. Е. Жуковский и С. А. Чаплыгин. Фактически дореволюционная кафедра теоретической механики выступала как прообраз будущего отделения механики в целом.
Однако в 1921 году кафедры в Московском университете были упразднены; их место заняли предметные комиссии, в которые входили профессора, преподаватели и представители студенчества.
В мае 1933 года был организован механико-математический факультет Московского университета; одной из четырёх кафедр отделения механики которого стала кафедра теоретической механики. Её возглавил член-корреспондент АН СССР (с 1946 г. — академик) А. И. Некрасов, руководивший кафедрой (с перерывом в 1938—1943 гг., когда он, будучи необоснованно осуждённым по статье 58 УК РСФСР, находился в заключении и работал в ЦКБ-29 НКВД; в это время кафедру возглавлял профессор Н. Н. Бухгольц) до своей смерти в 1957 году.
Помимо Некрасова и Бухгольца, на кафедре в 1930-е годы работали такие крупные учёные, как И. И. Артоболевский, Б. В. Булгаков, А. А. Космодемьянский, А. П. Минаков, Н. А. Слёзкин, Л. Н. Сретенский и другие. А. А. Космодемьянским, продолжавшим исследования И. В. Мещерского по механике тел переменного состава, был организован семинар по данному разделу механики, который привлёк немало энтузиастов ракетодинамики. Под руководством приглашённого на кафедру в 1933 году профессора И. И. Артоболевского одним из ведущих направлений учебной и научной работы стала теория механизмов. Доцент (с 1939 г. — профессор) Б. В. Булгаков читал спецкурсы по теории колебаний и теории гироскопов.
На кафедру было возложено чтение основного курса по теоретической механике (четырёхсеместрового) для студентов отделений математики, механики и астрономии мехмата; лекции по данному курсу читали Некрасов и Бухгольц.
С началом Великой Отечественной войны многие студенты и сотрудники кафедры ушли добровольцами на фронт, а оставшиеся привлекались к оборонным и сельскохозяйственным работам; в октябре 1941 года основная часть университета была эвакуирована в Ашхабад. В конце 1941 года из той части сотрудников кафедры, которая осталась в Москве, была сформирована отдельная кафедра прикладной механики, организаторами которой стали И. И. Артоболевский и Б. В. Булгаков.
В годы войны учёные кафедры вели научную работу оборонного значения. Так, А. А. Космодемьянский и Н. Г. Четаев (работавший на кафедре с 1940 г.) совместно с Н. Д. Моисеевым, заведующим кафедрой небесной механики мехмата, решили весьма важную для практики задачу об устойчивости движения самолёта по неровному грунту; Четаев дал также решение задачи об устойчивости продольно-вращательного движения снаряда и об определении крутизны нарезки стволов артиллерийских орудий.
В 1950-е — 1960-е годы на кафедре велись исследования движения твёрдого тела с полостями, целиком или частично заполненными жидкостью, и была построена теория устойчивости движения таких тел (работы Л. Н. Сретенского, В. В. Румянцева, В. А. Самсонова, Н. Н. Колесникова). Результаты этих исследований имели важное значение для развития ракетной техники.
В течение двух лет (1957—1959 гг.), последовавших за смертью А. И. Некрасова, кафедрой заведовал член-корреспондент АН СССР Н. Г. Четаев. Со времени его прихода на кафедру здесь стали интенсивно развиваться исследования по аналитической механике и теории устойчивости движения. По инициативе Четаева в 1959 году на кафедру в качестве профессора был приглашён лауреат Ленинской премии Д. Е. Охоцимский (с 1960 г. — член-корреспондент АН СССР, с 1991 г. — академик РАН), основным местом работы которого был (и оставался) Институт прикладной математики АН СССР (ИПМ); после этого к тематике проводимых на кафедре исследований добавились динамика космического полёта и робототехника.
Четаев внёс значительные изменения в методику преподавания теоретической механики: он поставил свойства возможных перемещений в основу вывода общих теорем динамики и вариационных принципов динамики, существенно расширил объём излагаемых в курсе сведений из аналитической механики. Методике Четаева следовали в своих лекциях В. В. Румянцев, Е. Н. Берёзкин, А. А. Богоявленский, К. Е. Якимова, Н. Н. Колесников, Ю. А. Архангельский, Ю. Ф. Голубев.
В 1962 году Д. Е. Охоцимский стал новым заведующим кафедрой и руководил ею вплоть до своей смерти в 2005 году. Он пригласил на кафедру ряд сотрудников ИПМ, что позволило привлечь сотрудников, аспирантов и студентов кафедры к новым направлениям и ввести новые спецкурсы, один из которых — «Динамика космического полета» — Охоцимский читал сам (спецкурс вызывал большой интерес у слушателей: во время первого чтения данного курса, в 1961 году, потоковая аудитория 16-10 Главного здания МГУ была переполнена). В 1974 году на кафедру пришёл В. В. Козлов, и тематика работ кафедры обогатилась вопросами применения в аналитической механике методов качественной теории дифференциальных уравнений, теории динамических систем, современной дифференциальной геометрии и топологии. В 1999 г. было утверждено новое название кафедры: «кафедра теоретической механики и мехатроники».
В рамках проводимых на кафедре исследований по космической тематике её сотрудниками были получены основополагающие результаты теории неуправляемого движения космических аппаратов относительно центра масс, сделан вклад в создание систем пассивной стабилизации и ориентации искусственных спутников Земли, созданы методы анализа и расчёта траекторий автоматических межпланетных станций, разработаны адаптивные алгоритмы управления космическим аппаратом при его входе в атмосферу Земли или другой планеты, изучены динамика и оптимальное управление полётом космического аппарата с двигателями малой тяги.
С 1970 года на кафедре во взаимодействии с ИПМ АН СССР (чуть позднее — также в контакте с кафедрой прикладной механики МГУ, Институтом механики МГУ, Институтом проблем передачи информации АН СССР) под руководством Д. Е. Охоцимского были начаты работы, связанные с созданием робототехнических систем, способных к адаптивному поведению. Разработаны методы математического моделирования локомоционных роботов, предложены такие алгоритмы построения движения шестиногого шагающего аппарата, которые позволяют обеспечить статическую устойчивость при преодолении им препятствий, а также алгоритмы стабилизации движения аппарата и прокладки его трассы на местности, созданы сопряжённые с ЭВМ лабораторные макеты шестиногих шагающих аппаратов. Материалы исследований легли в основу нового спецкурса Д. Е. Охоцимского и Ю. Ф. Голубева «Механика и управление движением автоматического шагающего аппарата». В работах В. В. Белецкого и его учеников разработан ряд вопросов теории управления двуногими шагающими аппаратами.
В 1990-е годы и в начале XXI века на кафедре под руководством Ю. Ф. Голубева и В. Е. Павловского велась активная работа по созданию компьютерных обучающих программ по механике. Последовательно были созданы работавшие под управлением DOS компьютерное обучающее пособие «Кинематика сложного движения» и компьютерная обучающая программа «Кинематика точки и абсолютно твёрдого тела», а затем — работающие в рамках операционной системы Windows мультимедиа курсы (компьютерный учебник по теоретической механике и мультимедиа обучающая среда по небесной механике). Разрабатывались также системы компьютерного тестирования и диагностики знаний.
С 2006 года кафедру возглавляет член-корреспондент РАН Д. В. Трещёв. Научную деятельность кафедры в начале XXI века определяли три сформировавшиеся в её стенах научные школы: «Качественные аспекты динамики консервативных, неголономных и диссипативных систем» (под руководством профессоров А. В. Карапетяна и Д. В. Трещёва), «Механика систем твёрдых тел с деформируемыми элементами и с полостями, заполненными жидкостью» (под руководством профессора В. Г. Вильке и «Разработка робототехнических и мехатронных систем с элементами искусственного интеллекта» (под руководством профессора Ю. Ф. Голубева).

### В различные годы на кафедре работали
- Артоболевский, Иван Иванович, профессор, академик
- Архангельский, Юрий Александрович, профессор
- Белецкий, Владимир Васильевич, профессор, член-корреспондент РАН
- Берёзкин, Евгений Николаевич, доцент, учёный секретарь кафедры
- Богоявленский, Александр Александрович, профессор
- Болотин, Сергей Владимирович, профессор, член-корреспондент РАН
- Булгаков, Борис Владимирович, профессор
- Бухгольц, Николай Николаевич, профессор
- Вильке, Владимир Георгиевич, профессор
- Двухшёрстов, Григорий Иванович, доцент
- Дёмин, Владимир Григорьевич, профессор
- Егоров, Всеволод Александрович, профессор
- Жуковский, Николай Егорович, профессор, член-корреспондент
- Карапетян, Александр Владиленович (1989-2021), профессор
- Козлов, Валерий Васильевич, профессор, академик
- Колесников, Николай Николаевич, доцент, учёный секретарь кафедры
- Космодемьянский, Аркадий Александрович, профессор, генерал-майор
- Лидов, Михаил Львович, профессор
- Минаков, Андрей Петрович, профессор
- Некрасов, Александр Иванович, профессор, академик, заведующий кафедрой
- Охоцимский, Дмитрий Евгеньевич, профессор, академик, заведующий кафедрой
- Павловский, Владимир Евгеньевич, профессор
- Румянцев, Валентин Витальевич, профессор, академик
- Слёзкин, Николай Алексеевич, профессор
- Слудский, Федор Алексеевич, профессор
- Сретенский, Леонид Николаевич, профессор, член-корреспондент АН СССР
- Татаринов, Ярослав Всеволодович, профессор
- Трушин, Сергей Иванович, доцент
- Чаплыгин, Сергей Алексеевич, академик
- Четаев, Николай Гурьевич, профессор, член-корреспондент АН СССР, заведующий кафедрой
- Эльясберг, Павел Ефимович, профессор
- Энеев, Тимур Магометович, профессор, академик

### На кафедре работают
- Трещёв, Дмитрий Валерьевич, академик РАН — заведующий кафедрой
- Голубев, Юрий Филиппович, профессор
- Кугушев, Евгений Иванович, профессор
- Сазонов, Виктор Васильевич, профессор
- Самсонов, Виталий Александрович, профессор
- Степанов, Сергей Яковлевич, профессор
- Якимова, Клавдия Евгеньевна (1931 г.р.), доцент